# NGC 4106
NGC 4106 is een balkspiraalstelsel in het sterrenbeeld Waterslang. Het hemelobject werd op 7 maart 1791 ontdekt door de Duits-Britse astronoom William Herschel.

## Synoniemen
- ESO 440-56
- MCG -5-29-14
- AM 1204-292
- PGC 38417